# Juvincourt-et-Damary
Juvincourt-et-Damary è un comune francese di 472 abitanti situato nel dipartimento dell'Aisne della regione dell'Alta Francia.

## Società

### Evoluzione demografica
Abitanti censiti